# Волков, Всеволод Владиславович
Все́волод Владисла́вович Во́лков (род. 29 марта 1971 года, УССР) — программист, разработчик Volkov Commander.
Окончил факультет электронной техники Киевского политехнического института (1993) по специальности «промышленная электроника». Живёт в Киеве.
В 1991 году написал программу «Volkov Commander» с целью получить более быстрый аналог «Norton Commander» для личного использования. В тот же год программа начала широко распространяться и стала достаточно известной несмотря на то, что до 1995 года имела статус beta. Работа Волкова получила высокую оценку специалистов.
С 1998 года работает программистом в киевской интернет-компании «lucky.net».
С 2006 года работает программистом в киевском дата-центре «colocall.net».